# Cavallets cotoners de Llucmajor
Els cavallets cotoners de Llucmajor són un ball de figures d'aquesta vila mallorquina recuperat després de vuitanta anys de la desaparició.

## Història
L'origen dels cavallets cotoners llucmajorers sembla que cal anar a cercar-los al convent franciscà de Sant Bonaventura i segurament s'inspiraren en grups de dansadors italians de característiques semblants. Fins i tot hi ha una hipòtesi que afirma que els cavallets d'Artà es troben relacionats amb el grup de Llucmajor per la influència de la comunitat franciscana establerta a les dues viles.
La primera referència que es coneix és un dibuix d'un notari llucmajorer del segle XV i la referència d'una dansa a la ciutat de Mallorca el 1458. Formarien part dels entremesos de les processons. El nom prové dels cavallets Cotoners de Barcelona perquè eren pagats pel gremi dels teixidors de cotó.
Sembla que a començaments del segle XX els cavallets de Llucmajor deixaren d'actuar.

## Recuperació
El 13 de juny de 2000, festa de les relíquies de Santa Càndida, es reestrenaren els cavallets cotoners de Llucmajor. La iniciativa va partir de l'ajuntament i s'inspiraren en els cavallets artanencs. Participaren en la recuperació els compositors locals Miquel Janer, Cristòfol Barros i sobretot Bartomeu Puigserver que també és el director del grup dansaire.

## Composició i vestimenta
El grup el formen cinc cavallets, inclosa la dama. Aquesta és l'única que porta la crinera blanca mentre que la resta la porta grisenca. La vestimenta pot ser vermella, groga i blava; sempre en tons llampants. Porten una gorra del mateix color, calces blanques, cintes de colors i cascavells.

## Danses i actuacions
Les danses dels cavallets són la Carrosa, els Indis i els Nans; sempre acompanyats per al so de la Banda Municipal de Música. Actuen per les festes de Santa Càndida i el dia de Sant Miquel. Acompanyen les autoritats de la Casa de la Vila a l'església (i a l'inrevés) i ballen durant l'oferta de la missa major.